# 金茂君悦大酒店

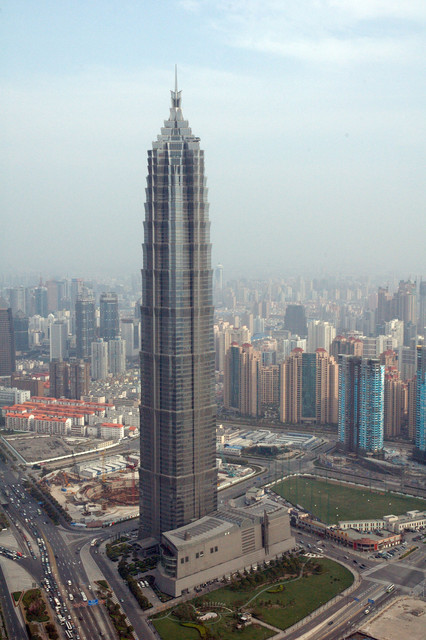
酒店所在的金茂大厦

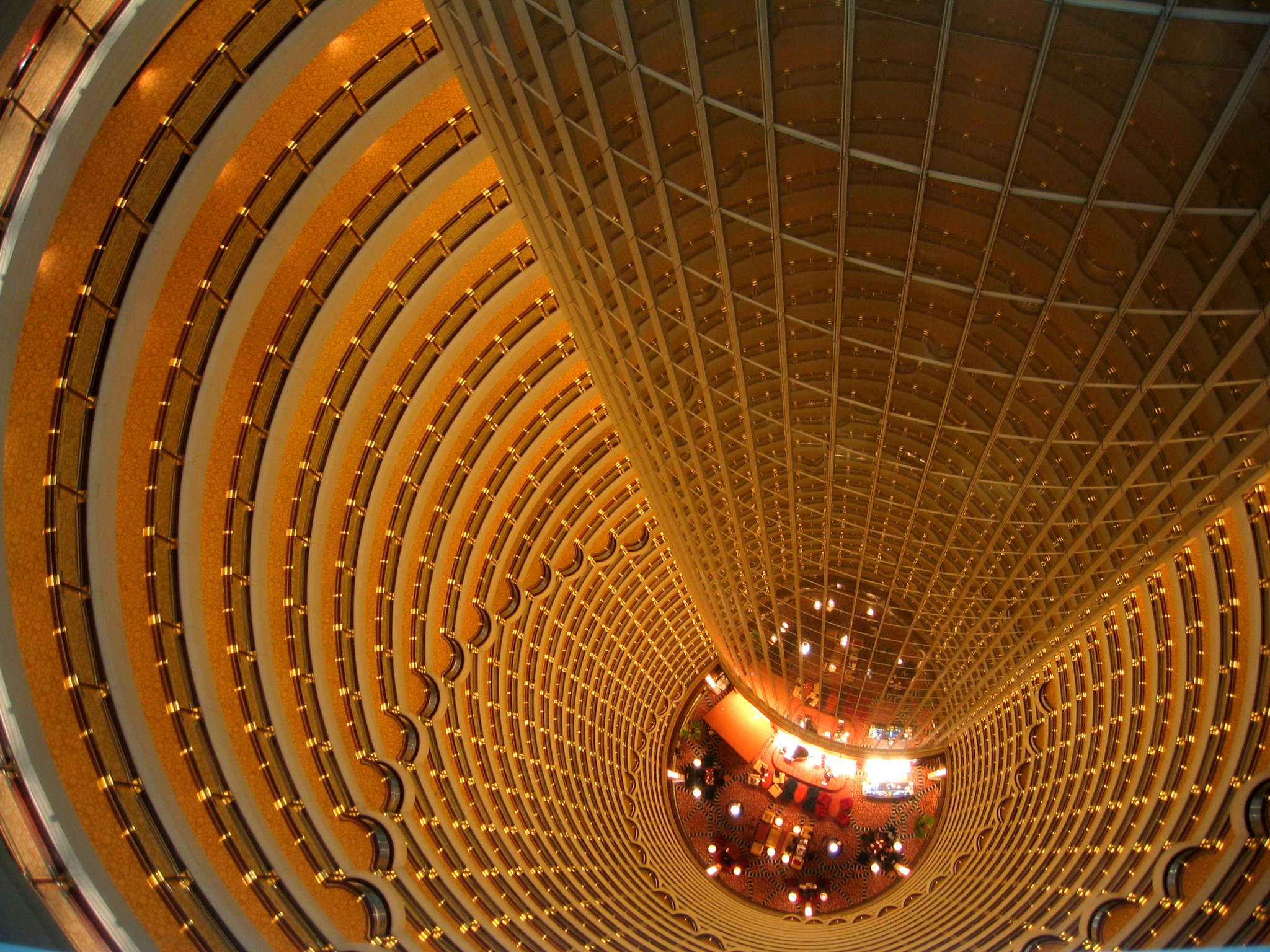
酒店的环绕中庭

上海金茂君悦大酒店是一家座落于上海陆家嘴的五星级酒店。其位于上海金茂大厦的53-87层，是世界最高的酒店之一。酒店由金茂集团全资拥有并由凯悦酒店集团进行管理。金茂君悦大酒店于1999年开业，拥有548间客房、2间宴会厅和11间多功能会议室。其还曾作为APEC会议与亚洲银行年会的接待酒店。酒店著名的环绕中庭从56层开始，延伸到87层，共有28个环形走廊，纵跨115米。

## 酒店設施
金茂君悦大酒店设有健身房、游泳池、绿洲spa健身中心、桑拿浴室和水疗等多种康乐设施。酒店同样有多个颇具特色的餐厅与酒吧，例如位于酒店55层的粤菜餐馆-粤珍轩、本帮菜餐馆-金茂俱乐部、自助餐厅-咖啡厅、位于酒店56层的意大利餐厅-意庐与日本餐馆-日珍。至于酒吧，九重天酒吧居于酒店87层，是世界上最高的酒吧之一，拥有360度的城市景色。

## 參看
- 金茂大厦
- 凯悦酒店集团
- 金茂集团

## 外部連結
上海金茂君悦大酒店网址
31°14′14″N 121°30′05″E / 31.23722°N 121.50139°E